# Paul Kouassivi Vieira
Paul Kouassivi Vieira est un ecclésiastique béninois de l'Église catholique romaine. Il est le premier évêque de Djougou depuis sa nomination jusqu'à sa mort le jeudi 21 mars 2019.

## Biographie

### Origines et études
Paul Kouassivi Vieira naît le 14 juillet 1949 à Agoué où il fait ses études primaires avant d'entrer au séminaire Sainte-Jeanne-d’Arc puis au grand séminaire Saint-Gall.

### Ordination et nomination
Paul Vieira devient prêtre le 29 juin 1975 par le Pape Paul VI à Rome. Il est pendant un temps secrétaire du cardinal Bernardin Gantin à Rome. Après son retour au Bénin, il est recteur des séminaires Saint-Joseph d’Adjatokpa et Saint-Gall de Ouidah. Le 10 juin 1995, il passe évêque de Djougou par le pape Jean-Paul II et sacré le 1er octobre 1995 par Bernardin Gantin à Djougou,,.
Il meurt le 21 mars 2019,.